# Monties
Monties é uma comuna francesa na região administrativa de Occitânia, no departamento de Gers. Estende-se por uma área de 10,55 km². Em 2010 a comuna tinha 80 habitantes (densidade: 7,6 hab./km²).